# Stygionympha geraldi
Stygionympha geraldi är en fjärilsart som beskrevs av Terence Dale Pennington 1970. Stygionympha geraldi ingår i släktet Stygionympha och familjen praktfjärilar. Inga underarter finns listade i Catalogue of Life.